# Dolichomitus billorum
Dolichomitus billorum là một loài tò vò trong họ Ichneumonidae.